# Högholm (vid Vålö, Ingå)
Högholm är en ö i Finland. Den ligger i Finska viken och i kommunen Ingå i den ekonomiska regionen  Raseborg i landskapet Nyland, i den södra delen av landet. Ön ligger omkring 55 kilometer väster om Helsingfors.
Öns area är 7,9 hektar och dess största längd är 500 meter i öst-västlig riktning.